# 荘厳寺 (西脇市)
荘厳寺（しょうごんじ）は兵庫県西脇市にある高野山真言宗の寺院。山号は荘林山。法道仙人の開基と伝わる。檜皮葺きの多宝塔は兵庫県指定文化財となっている。黒田官兵衛（孝高、如水）ゆかりの寺としても知られ、特に紅葉の時期が美しい。

## 歴史
伝承によれば、法道仙人の開基で白雉3年（652年）に開かれたという。慶長年間に徳禅により中興、堂宇が再建され、真言宗寺院となる。寛永15年（1638年）には本多政勝が56町歩を寄進した。法道仙人開基の寺院は丹波西部と播磨東部に多数あるが、当山もそのうちの一寺。江戸時代には、背後の妙見山と白山を山岳信仰の修験の場とする真言密教修験道場として隆盛を極める。
播磨の黒田氏に縁があるとされ、黒田如水、正室・櫛橋光、その父とされる黒田職隆ら、黒田一族の位牌が納められている。

## 本尊
- 十一面観音[2]

## 文化財
- 本堂：1677年（延宝5年）に黒田村の検地帳の記載や本堂に掛かる1682年（延宝10年もしくは天和2年）の奉加礼がある。2018年（平成30年）3月20日付で、兵庫県指定有形文化財に指定[3]。
- 多宝塔：鎌倉時代の佐々木高綱による建立。現存は1711年（正徳元年）に再建されたもので、兵庫県の重要文化財に指定される[2]。
- 三社八幡から棟札から1708年（宝永5年）と明らかになっており、2018年（平成30年）3月20日付で、兵庫県指定有形文化財に指定[3]。

## 平成の大修復
本堂・多宝塔・三社八幡宮・持仏堂等諸堂宇の修復・修理を実施。工事予定期間は2013年（平成25年）着工、2017年（平成29年）完了予定であった。事業費予定総額は約3億円。

## 交通
- 本黒田駅（西日本旅客鉄道（JR西日本）加古川線） - 徒歩で約30分、運行本数は2時間に1本くらい。

## その他
- 荘厳寺本 黒田家略系図

この系図は江戸時代末期に作成されたものと見られるが、播磨での黒田氏を研究する上で貴重な史料である。